# Jean Jouvenet

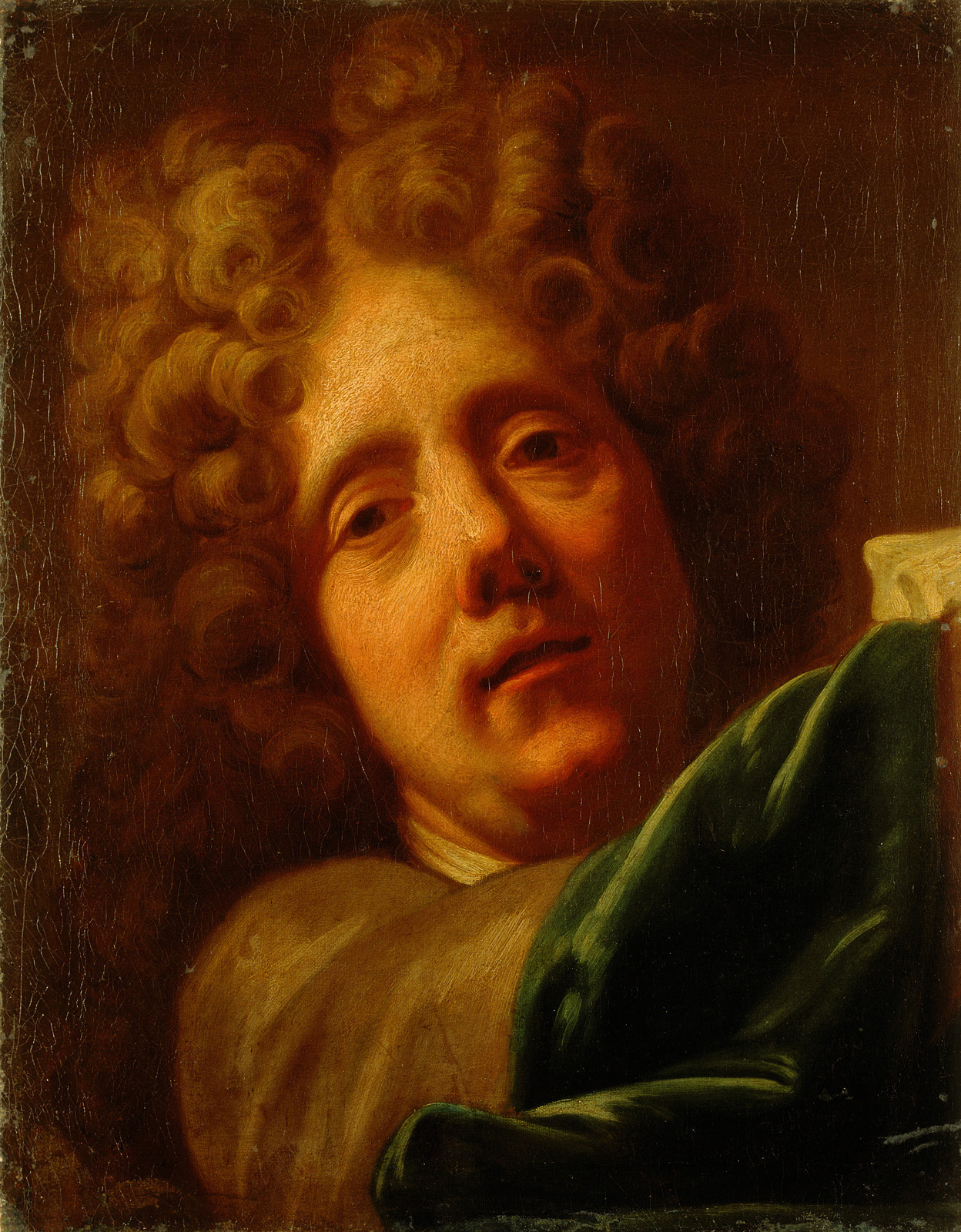
Autorretrato, Jean Jouvenet

Jean-Baptiste Jouvenet (Ruan, 1644 - París, 5 de abril de 1717), llamado el grande, fue un pintor y decorador francés.
Se traslada a París en 1661 donde se integra al estudio de Charles Le Brun. Participa en la decoración del château de Saint-Germain-en-Laye, de la Galería de las Tullerías, del Palacio de Versalles (principalmente la tribuna de la Capilla Real), del Dôme (la cúpula) y de la iglesia de Saint-Louis des Invalides.
Sus primeras obras se enmarcan en el estilo de su maestro y de Eustache Le Sueur. Junto con Charles de la Fosse, probablemente sea el artista más talentoso del grupo que contribuyó a la decoración del Trianon y Les Invalides, a pesar de que actualmente son conocidos por sus trabajos religiosos.
Más tarde su carrera abandona el clasicismo, incorporándose a su estilo la influencia del barroco y un tratamiento realista de los detalles, que por ejemplo le llevó a observar el trabajo de los pescadores en Dieppe (Francia) para la realización de su obra "Pesca milagrosa" en 1706.
Varias de sus obras están expuestas en el Museo del Louvre, destacando La Resurrección de Lázaro, así como en el Museo de Bellas Artes de Ruan.

## Principales obras
- La curación del paralítico, Museo del Louvre. Esta obra le dio renombre universal.[1]
- San Bruno orando, Museo Nacional de Estocolmo.
- La Victoria sostenida por Hércules, Salón de Marte, Versalles.
- La Resurrección de Lázaro, Museo del Louvre.
- Apolo y Thétis, (1701), Trianon.
- Pesca milagrosa, (1706), Museo del Louvre.
- San Luis curando las heridas tras la batalla de Mansourah, (1708), Capilla Real, Versalles